# Кара-оол-Дулуш Соф'я Дакпай-оолівна
Соф'я Дакпай-оолівна Кара-оол-Дулуш (тув. Софья Дакпай-оол уруу Кара-оол-Түлүш; 13 липня 1963, Шагонар, Улуг-Хемський кожуун, Тувинська АРСР) — народна артистка Республіки Тива, лауреат міжнародних конкурсів, солістка державного симфонічного оркестру імені В. Тока, Духовного оркестру Уряду Республіки Тива, педагог з вокалу Театру юного глядача м. Кизила. Володіє широким діапазоном голосу (лірико-драматичне сопрано), є унікальною різножаровою співачкою.

## Біографія
Соф'я народилася 13 липня 1963 в місті Шагаан-Ариг (Шагонар) Улуг-Хемського району Тувинської АРСР, в сім'ї кіномеханіка Кара-оола Дакпай-оола Тюлюшевича (4 квітня 1937) і вчительки Идамчик Світлани Тюлюшівни (16 травня 1939).
Жили спочатку на батьківщині тата - в маленькому селі Кара-Тал, Улуг-Хемського району, потім в селищі Кок-Чираа на батьківщині мами. З дитинства займалася в художній самодіяльності. Вісім класів закінчила в Кок-Чираанській восьмирічній школі. 9-10 класи закінчила в Шагонарській середній школі № 2, в 1981 році. Рік пропрацювала методистом АКБ (Агітаційно-культурна бригада) в Будинку культури міста Шагонар.
1982-83 рр. - музичне училище імені Гнесіних, відділення «актор музичної комедії».
У 1984 році вступила в Кизильське училище мистецтв імені А. Чиргал-оола на відділення «академічний вокал», клас заслуженої артистки Тувинської АРСР Серафими Андріївни Калініної.
1988-1990 рр. - солістка рок-груп «Год Дракона» і «Интернат».
1990 р. - за направленням працювала в Державному ансамблі пісні і танцю «Саяни».
1993-1998 рр. - в музичному лекторії Тувинської державної філармонії.
З 1998 року працює солісткою в державному симфонічному оркестрі імені Віктора Тока.
У 2003 році почала співпрацювати з муніципальним концертним оркестром міста Абакана під керівництвом заслуженого працівника культури РФ Андрія Штарка.
З 2003 року - викладає вокал в Театрі юного глядача, зроблені музичні спектаклі: «Бременські музиканти», «Уріко-Хімеко», «Мій друг - Золотий олень».
З 2008 року є солісткою Духового оркестру Уряду Республіки Тива.
У 2012 році закінчила Східно-Сибірську Державну Академію культури і мистецтв, за заочною формою навчання, за кваліфікацією: художній керівник музично-інструментального колективу, викладач, клас професора заслуженого діяча мистецтв Росії, лауреата міжнародних конкурсів В. Симонова.